# Herb Acquaviva

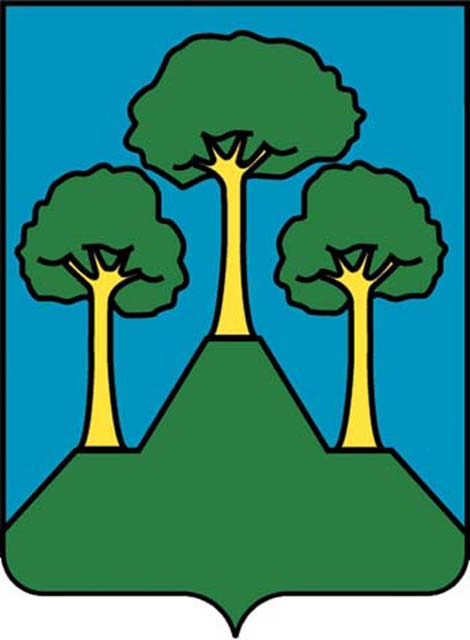

Herb grodu Acquaviva (Castello di Acquaviva) przedstawia na tarczy kroju francuskiego w polu błękitnym zielone trójwzgórze z trzema dębami o złotych pniach.
Herb w obecnej wersji (wraz z flagą) przyjęty został 28 marca 1997 r. Poprzednia wersja herbu różniła się od poprzedniej realistycznym rysunkiem godła i barwami wzgórz, które były złocisto-brązowe. Forma herbu nawiązuje do poprzedniej nazwy grodu - Montecerreto - obowiązującej do 1945 r. i pochodzącej od wzgórza Cerreto (457 m n.p.m.) pokrytego lasem sosnowym.

## Literatura
- Aleksandra Pronińska, Historia San Marino, [w:] Historia małych krajów Europy, Ossolineum, Wrocław 2002.